# Presse francophone
Cet article est un annuaire de la presse écrite, généraliste ou économique, en langue française dans le monde. 

## Algérie
- Quotidiens[1]: Le Financier • El Acil • Algérie News • Le Quotidien d'Algérie • L’Authentique • Info Soir • El Moudjahid  • El Watan • Horizons • La Nouvelle République • La Tribune • L'Actualité • Le Jeune Indépendant • Le Matin • Le Maghreb • Le Quotidien d'Oran • Le Temps d'Algérie • La Voix de l'Oranie • Le Soir d'Algérie • L'Expression • Liberté • La Dépêche d'Annaba • La Dépêche de Kabylie • La Voix de l'Oranie • Le Jour d'Algérie • Le Courrier d’Algérie • Alger républicain • L'Écho d'Oran • Ouest Tribune • Reporters • Sétif Info • Transaction d'Algérie.
- Hebdomadaires : Les Débats • New Media.
- Quotidiens sportifs : Le Buteur • Compétition.
- Mensuels : Batna Info

## Allemagne
Le Petit Journal de Berlin

## Belgique
- Quotidiens : Sudpresse • La Dernière Heure - Les Sports • La Libre Belgique  • L’Avenir • Le Soir • L'Echo • Metro • 7 Dimanche
- Hebdomadaires : Coup d'Œil • Le Journal des enfants • Le Vif/L'Express • Trends-Tendances • Pan •  Ciné Télé Revue • Le Soir Magazine • Moustique
- Mensuels : Le Suricate Magazine
- Périodiques : Imagine demain le monde • Tchak! • Médor • Wilfried • Alter echo • Axelle magazine • Le ligueur
- Bimestriels : Le Poiscaille

## Bénin
- Quotidiens : Fraternité • Le Matinal • La Montagne • La Nation • La Nouvelle Tribune • Le Républicain
- Hebdomadaires : Le Bénin Aujourd'hui • Le Dauphin • La Croix du Bénin
- Bi-hebdomadaires : La Gazette du Golfe
- Mensuels : Afrique Diagnostic • Magazine Managers

## Burkina Faso
L'Événement – L'Express du Faso – L'Indépendant – Journal du jeudi – LeFaso.net – Le Marabout – Le Pays – L'Observateur paalga – Sidwaya – Burkina 24

## Cameroun
Aurore Plus - Cameroon Tribune - Le Messager - Mutations

## Cambodge
Cambodge Soir

## Canada
L'Actualité - Les Affaires - L'Aurore boréale - Le Devoir - Le Journal de Montréal -  Le Journal de Québec - La Liberté - Le Nouvelliste - La Presse - Le Quotidien - Le Soleil - La Tribune - La Voix de l'Est - Voir

## Comores
- Quotidiens : Al-Watwan - La Gazette des Comores
- Mensuels : Kashkazi (publication interrompue au mois de décembre 2008)

## Congo-Brazzaville
L'Observateur - La Rue meurt - La Semaine africaine - Tam-tam d'Afrique

## Congo-Kinshasa (RDC)
- Quotidiens : L'Avenir - Elima - L'Observateur - Le Palmarès - Le Phare - Le Potentiel - La Référence Plus - Le Soft international - Salongo
- Hebdomadaires : L’Éveil - Kin Telegraph
- Bi-hebdomadaires : La Cité africaine - Le Révélateur
- Trimestriels : Impact
- Médias en ligne: Actualite.cd - Deskeco.com - 7sur7.cd

## Côte d'Ivoire
- L'Inter
- Fraternité Matin
- Notre Voie
- Le Nouveau Réveil
- Soir Info
- Le Patriote
- Nord-Sud
- Gbich
- Le Jour
- Le Front
- Ivoir' Soir
- 24 heures
- Douze (journal)
- Le Démocrate
- La Nouvelle République
- Le National
- Le Temps
- Le Courrier d'Abidjan
- L'intelligent d'Abidjan
- Le Sport
- L'Événement
- Le matin d'Abidjan
- Declic magazine
- Prestige magazine
- Flash Afrik
- Guido
- Spécial Auto
- Mousso (journal)
- Femme d'Afrique
- Top Visages 50 000 ex
- Life
- Mimosas
- Le Libéral
- Le Sauveur

## Djibouti
La Nation

## Égypte
Al Ahram Hebdo - La Revue d'Égypte - Le Progrès égyptien

## France
Les quotidiens nationaux principaux sont :
La Croix - Les Échos - L'Équipe - Le Figaro - L'Humanité - Libération - Le Monde - Ouest-France - Le Parisien - La Tribune

## Guinée
- Le Lynx
- L'Indépendant
- Guinéenews

## Haïti
Le Matin - Le Nouvelliste - Ticket - Haïti en Marche - Haïti Progrès

## Hongrie
- Le Courrier d'Europe centrale
- Le Journal Francophone de Budapest

## Italie
Babelmed

## Laos
Le Rénovateur

## Liban
- L'Orient-Express
- L'Orient-Le Jour
- La Revue du Liban
- Le Commerce du Levant

## Luxembourg
- Woxx (bilingue français et allemand)
- Luxemburger Wort (en partie en français)
- Lux-Post (en partie en français et allemand)
- Le Quotidien
- Le Jeudi
- La Voix du Luxembourg
- L'essentiel

## Madagascar
DMD (Dans les Médias Demain) - L'Express de Madagascar - La Gazette de la Grande Ile - Madagascar Tribune - MadaNews - Midi Madagasikara - Le Socialiste - Le Journal de l'Économie

## Mali
Les Échos - Info-Matin - L'Observateur

## Maroc
- Quotidiens : Aufait • Aujourd'hui le Maroc • L'Economiste • Le Soir Échos • Libération • Le Matin • L'Opinion •
- Hebdomadaires : Challenge Hebdo • La Gazette du Maroc • La Vie Eco • Le Journal Hebdomadaire • Maroc Hebdo International • Telquel

## Maurice (île)
5-Plus Dimanche - Business Magazine - Le Défi Plus - Le Dimanche - L'Express - La Gazette - L'Hebdo - Impact News - Le Mauricien - Mauritius Times - Le Militant - Le Quotidien - Star - Sunday Vani - La Vie catholique - La Voix Kreol - Week-End - Week-End Scope

## Niger
Tel quel

## Pologne
Les Échos de Pologne

## République centrafricaine
- Quotidiens[2] : Globe Visionnaire •  La Fraternité • La Plume • Le Citoyen • Le Confident • Le Démocrate • Les Dernières Nouvelles • L'Hirondelle • Média Plus • Top Contact
- Bi-hebdomadaires : Le Patriote • Les Collines du Bas-Oubangui • L'Evénement • L'Expansion
- Hebdomadaires : Le Laboureur • Le Messager • Nouvelle Vision

## République tchèque
- À tout Prague

## Russie
Le Courrier de Russie

## Sénégal
- Le Cafard libéré
- Le Journal de l'économie
- Le Matin
- Le Quotidien
- Le Soleil
- L'Observateur
- Sud Quotidien
- Wal Fadjri

## Suisse
- Quotidiens : 24 heures - ArcInfo - L'AGEFI - Le Courrier - La Côte - Le Journal du Jura - La Liberté - Le Matin - Le Nouvelliste - Le Quotidien jurassien - Le Temps - La Tribune de Genève - 20 minutes
- Bi-hebdomadaires : Journal de Sainte-Croix et Environs
- Tri-hebdomadaires : La Gruyère - Micro Journal
- Hebdomadaires : Go Out! - Bilan - Le Confédéré - Domaine public - L’Evénement syndical - Femina - Gauchebdo - L'Illustré - Journal de Morges - Journal de Sierre et du Valais central - Le Jura libre - Le Matin Dimanche - Revue automobile - Terre&Nature - Vigousse - Journal de Moudon
- Bimensuels : Entreprise romande - La Nation - Journal pour le transport international - SolidaritéS - Tracés
- Mensuels : Go Out! - Betty Bossi - Bon à savoir : Le Guide de la bonne consommation - L'Émilie - Pages de gauche - Passé Simple - PME magazine - La Revue militaire suisse - La Revue polytechnique
- Bimestriels : La Distinction - L'Essor - La revue durable - Moins ! - La Salamandre - Suisse Magazine
- Trimestriels : Great Magazine of Timepieces - Revue internationale de criminologie et de police technique et scientifique

## Tchad
N'Djamena Bihebdo - Le Temps

## Tunisie
La Presse de Tunisie - Le Quotidien - Le Temps - Le Tunisien - Réalités - Tunis-Hebdo - L'Audace

## Turquie
Aujourd'hui la Turquie

## Vietnam
Le Courrier du Vietnam